# Traité de Khotyn
 (juin 2023).
Si vous disposez d'ouvrages ou d'articles de référence ou si vous connaissez des sites web de qualité traitant du thème abordé ici, merci de compléter l'article en donnant les références utiles à sa vérifiabilité et en les liant à la section « Notes et références ».

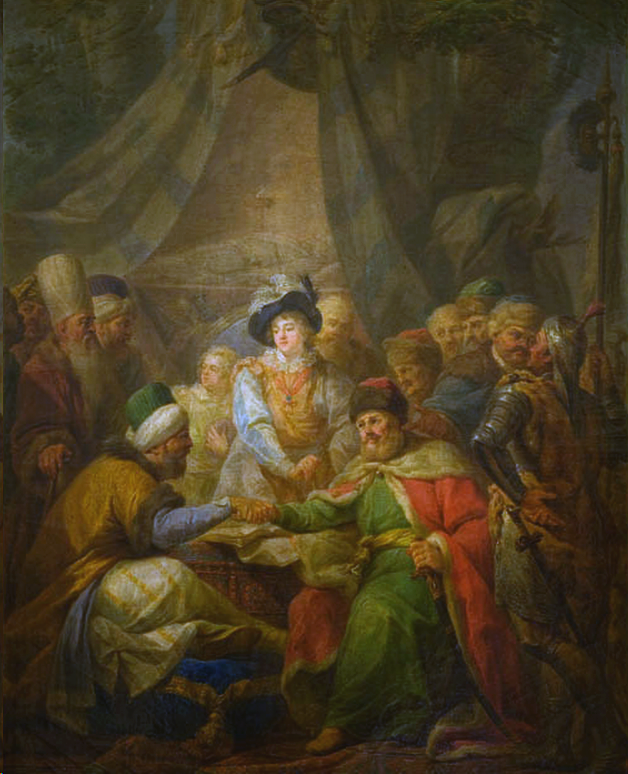
Le traité de Khotyn, tableau de Marcello Bacciarelli (1796).

Le traité de Khotyn (en polonais Pokój w Chocimiu, en turc Hotin Antlaşması), signé en 1621 par la république des Deux Nations et l'Empire ottoman à la suite de la bataille de Khotyn, met fin à la guerre polono-turque de 1620-1621. Si ce traité de paix n'a entraîné aucun changement frontalier, il voit tout du moins la Pologne-Lituanie accepter de cesser son ingérence en Moldavie. Les deux parties revendiquent la victoire, la Pologne-Lituanie considérant que la bataille de Khotyn avait réussi à arrêter l'avance ottomane sur son territoire.
Le texte du traité reprend en grande partie celui du traité de Busza (1617), négocié par Stanisław Żółkiewski et Iskender Pacha. Ce dernier stipulait notamment que la Pologne ne se mêlerait pas des affaires intérieures des vassaux ottomans de Transylvanie, de Moldavie et de Valachie, devrait empêcher les cosaques de mener des raids sur les terres de l'Empire ottoman, et céderait la forteresse de Khotyn aux Turcs. En échange, l'Empire ottoman promettait d'arrêter les raids tatars sur le territoire de la République.
Malgré l'apparente restauration du statu quo, les Ottomans sont en réalité en bien mauvaise posture sur le plan interne. L'issue de la bataille de Khotyn et l'incapacité des Ottomans à écraser l'armée polono-lituanienne pourtant en infériorité numérique conduisent le sultan Osman II à rejeter la faute sur les janissaires. Osman II souhaitait moderniser l'armée, qu'il tenait pour responsable de la défaite ; ses plans de modernisation étaient toutefois contestés par les janissaires traditionalistes, ce qui aboutit à la rébellion des janissaires de 1622, au cours de laquelle Osman II est assassiné.
La frontière polono-turque demeurera paisible jusqu'à la guerre polono-turque de 1633-1634.